# Episodi di Misfits (prima stagione)
La prima stagione della serie televisiva Misfits è stata trasmessa nel Regno Unito dal 12 novembre al 17 dicembre 2009 su E4.
In Italia la stagione è andata in onda dal 10 gennaio al 14 febbraio 2011 su Fox. Dal 3 febbraio al 10 marzo 2011 è andata in onda, in prima visione in chiaro, su Rai 4.

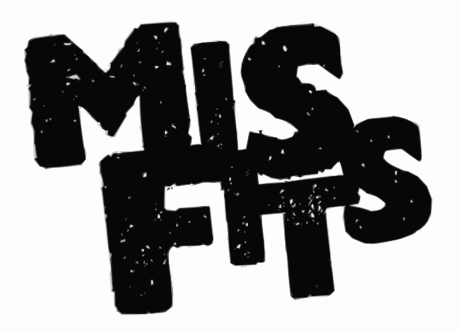
Il logo della serie televisiva

| nº | Titolo originale | Titolo italiano      | Prima TV UK      | Prima TV Italia  |
| -- | ---------------- | -------------------- | ---------------- | ---------------- |
| 1  | Episode One      | Poteri oscuri        | 12 novembre 2009 | 10 gennaio 2011  |
| 2  | Episode Two      | Rivelazioni          | 19 novembre 2009 | 17 gennaio 2011  |
| 3  | Episode Three    | Imprevisti           | 26 novembre 2009 | 24 gennaio 2011  |
| 4  | Episode Four     | Infinite possibilità | 3 dicembre 2009  | 31 gennaio 2011  |
| 5  | Episode Five     | Gioco mortale        | 10 dicembre 2009 | 7 febbraio 2011  |
| 6  | Episode Six      | Nuovo ordine         | 17 dicembre 2009 | 14 febbraio 2011 |

## Poteri oscuri
- Titolo originale: Episode One
- Diretto da: Tom Green
- Scritto da: Howard Overman

### Trama
Un gruppo di ragazzi, Simon, Kelly, Curtis, Alisha, Nathan e Gary, si ritrova a dovere affrontare un periodo di servizi sociali guidati da Tony, un assistente sociale piuttosto severo. Mentre stanno lavorando Gary si allontana dal gruppo e, mentre Tony li sta rimproverando, i ragazzi notano qualcosa di molto strano: dal cielo piovono enormi palle di grandine. Impauriti cominciano a correre verso l'interno dell'edificio dove, una volta arrivati, non riescono a entrare in quanto Tony non riesce ad aprire la porta d'ingresso chiusa a chiave. Tra le urla i cinque ragazzi vengono colpiti da un fulmine che li scaraventa al suolo. Terminato il bizzarro temporale i ragazzi si preparano per tornare nelle loro case e Kelly, rimasta sola con Alisha, sente i pensieri della ragazza rimanendo stupita e incredula del fatto. I ragazzi se ne vanno, trascurando il fatto che Gary non sia con loro: il ragazzo è infatti rimasto in bagno a fumare quando, tra strani rumori, viene raggiunto da Tony. L'uomo, armato di ascia, in un raptus di follia lo uccide. Arrivata a casa Kelly coccola il suo cane del quale però riesce a percepire i pensieri, stessa cosa che accade poco dopo con il suo ragazzo. Nathan rincasa ma, aprendo la porta, trova una brutta sorpresa: la madre, stanca del suo comportamento, ha cambiato la serratura cacciandolo di casa per potere provare a vivere una storia con il suo nuovo partner. Il ragazzo, colpito da ciò, prende la sua roba e si rende conto di non avere amici disposti a ospitarlo e così si rifugia nell'edificio dei servizi sociali. L'indomani i ragazzi si ritrovano nuovamente al "lavoro" dove qualcuno ha scritto sul muro «vi ucciderò». Mentre si stanno preparando alla giornata lavorativa Simon parla agli altri chiedendo di Gary ma, poco dopo, si rende conto di non essere visto dagli altri. I ragazzi, obbligati da Tony, cercano di togliere la scritta dal muro e Kelly, continuando a leggere i pensieri degli altri, cerca di capire se è l'unica ad avere ottenuto questa strana qualità dopo il fulmine e Simon inizia a parlarle per poi fermarsi. Kelly, infastidita da quanto il suo nuovo potere le permette di sentire, se ne va e ha una brutta lite con Tony il quale, dopo essere stato colpito dalla ragazza, impazzisce e inizia a inseguirla. Intanto Simon, Nathan, Alisha e Curtis si ritrovano a parlare della loro storia quando, in preda al panico, arriva Kelly che urla loro che Tony è impazzito e vuole ucciderli. Inizialmente derisa, viene poi sostenuta da Simon che confessa di potere diventare invisibile e, ancora a sostegno, interviene Curtis che, dopo avere vissuto il momento in cui Tony entra nell'edificio per ucciderli, riesce a fare tornare indietro il tempo e raccontare il tutto agli altri. I ragazzi impauriti fuggono per l'edificio, trovando anche il cadavere di Gary. Alisha, sempre più spaventata, cerca conforto in Curtis; il ragazzo però, al contatto con quest'ultima, comincia a dirle cose a sfondo sessuale, stessa cosa che fa Simon quando viene toccato a sua volta. Alisha capisce così che il contatto con lei scatena in chi la tocca uno stimolo sessuale molto forte. Intanto Tony riesce a raggiungerli e per difendersi essi lo uccidono. Ora Kelly, Curtis, Nathan, Alisha e Simon decidono di nascondere i due cadaveri e di tenere nascosta sia la storia degli omicidi che i loro poteri. L'indomani si recano al cimitero per incontrare la salma riusumata del tutor dei servizi sociali. I ragazzi, di comune accordo, le dicono di non sapere dove siano. Così i ragazzi si ritrovano a fare ipotesi sui loro poteri tra fantasie, paranoie, e l'invidia di Nathan, che sembra non avere acquisito alcun potere, al contrario degli altri.

## Rivelazioni
- Titolo originale: Episode Two
- Diretto da: Tom Green
- Scritto da: Howard Overman

### Trama
Mentre stanno portando a termine i loro lavori Nathan, Simon, Curtis, Kelly e Alisha trovano, disteso a terra, un uomo completamente nudo in uno stato di incoscienza. Nathan guardandolo lo riconosce: è Jeremy, il compagno di sua madre. Nathan va dalla madre per raccontarle tutto ma la donna, credendo che il figlio le stia mentendo, lo caccia di nuovo. Intanto, mentre si stanno preparando per la loro giornata di lavori, Curtis trova nel suo armadietto un foglio con un avvertimento minaccioso che lo impaurisce. Il programma della giornata prevede che i cinque ragazzi prestino il loro aiuto in una festa organizzata per degli anziani e qui Nathan conosce Ruth, giovane ragazza con la quale passa una bella e sfrenata serata. I due stanno per baciarsi quando Nathan vede nuovamente Jeremy girare per strada nudo e, infuriato, lo insegue. L'indomani si reca nuovamente dalla madre con delle prove ma, questa volta, la madre gli rivela di essere a conoscenza del segreto di Jeremy: a seguito della tempesta l'uomo talvolta si sente un cane e si comporta come tale. Nathan, preoccupato per la madre, comincia a deridere l'uomo e per tutta risposta la madre gli dà uno schiaffo. Nathan, amareggiato, se ne va e si reca a casa di Ruth. I due finiscono per copulare ma, mentre sono in intimità, Ruth si trasforma in una vecchia ottantaduenne. Nathan spaventato scappa, ma Ruth riesce a spiegargli che è stata la tempesta a farla ritornare giovane. L'indomani, grazie ai suoi poteri, Kelly scopre cosa è successo a Nathan, mettendo a conoscenza del fatto tutto il gruppo che, dopo averlo preso in giro, capisce perché il compagno era fuggito dalla nuova festa e non voleva avere niente a che fare con una certa Ruth. Alisha intanto deve vedersela con i suoi poteri che la mettono spesso in situazioni poco piacevoli: un poliziotto cerca di violentarla, venendo però bloccato dall'arrivo della nuova assistente sociale. Finita la festa Nathan si sente in colpa per come si è comportato e si reca a casa di Ruth dove però la ritrova morta e con il suo vecchio aspetto. Successivamente va dalla madre per scusarsi e per annunciare di non volere tornare a vivere da lei, come aveva in precedenza preteso a tutti i costi, e di volere iniziare a farsi una vita propria in autonomia. La giornata è finita e i ragazzi si stanno cambiando quando, aprendo il suo armadietto, Nathan trova un altro foglio minatorio: questa volta però, c'è l'immagine di Tony, con scritto «io so». Fuori, ad ascoltare la conversazione dei ragazzi, c'è la nuova assistente sociale.

## Imprevisti
- Titolo originale: Episode Three
- Diretto da: Tom Harper
- Scritto da: Howard Overman

### Trama
Dopo avere scoperto che qualcuno li sta osservando i ragazzi cercano di fare come se niente fosse e si immergono nel lavoro di smistamento dei vestiti da mandare poi in Africa. Intanto Alisha sfrutta il suo potere per copulare con chi capita, anche con Curtis, che tuttavia si arrabbia per questo e non le rivolge più parola; Kelly ha un nuovo faccia a faccia con Jodi, la ragazza che aveva picchiato, ma non riescono a chiarire e anzi finiscono nuovamente per picchiarsi. Nathan continua a vivere nel centro sociale dove intanto Simon, sfruttando il suo potere, prova a capire chi li sta spiando senza alcun risultato. Sentendosi ignorato dagli altri continua a confidarsi con la "sua ragazza" virtuale che, in realtà è Sally, l'assistente sociale. L'indomani Kelly ha una brutta sorpresa: tutti i suoi capelli sono caduti e, per un brutto incidente, viene scoperta dagli altri. Simon scopre che sul luogo del "loro cimitero" stanno costruendo e quindi il loro segreto sta per essere svelato. I cinque decidono così di dissotterrare nuovamente i cadaveri e, grazie ad Alisha che prende l'auto del padre, riescono nel loro piano. L'indomani, a causa di una lite tra Alisha e Curtis, Simon, Kelly e Nathan si ritrovano a dovere prendere l'auto di Sally e tutto sta andando per il meglio fino a quando l'assistente non prende la macchina con i cadaveri dentro per andare da un suo amico, il quale la informa che Tony è vivo e che ha prenotato un viaggio (cosa che in realtà ha fatto Simon). Il giorno dopo i ragazzi sono in preda al panico e si appostano per cercare di capire se Sally ha scoperto qualcosa: grazie al potere di Curtis, riescono a evitare il peggio e a risolvere la situazione nel migliore dei modi, sotterrando i cadaveri in modo tale che nessuno possa più trovarli. Kelly intanto parla con Jodi e riesce a instaurare con lei un rapporto d'amicizia; Nathan continua la sua vita da senzatetto e Simon si sente sempre più inutile ed escluso. Intanto Curtis e Alisha decidono di comune accordo di provare a stare insieme, rassegnandosi al fatto che, a causa del potere di Alisha, lui non può toccarla senza cercare di violentarla: decidono così che i loro rapporti sessuali si limiteranno al masturbarsi l'uno di fronte all'altra.

## Infinite possibilità
- Titolo originale: Episode Four
- Diretto da: Tom Green
- Scritto da: Howard Overman

### Trama
Curtis si sveglia in camera sua come ogni giorno e al centro sociale incontra la sua ex-fidanzata Sam che, uscita da poco dal carcere, le urla contro la sua rabbia per i mesi passati in cella senza ricevere nemmeno una sua visita. Dispiaciuto per l'accaduto Curtis, non sapendo come, riesce a fare tornare indietro il tempo. Si "risveglia" così al momento in cui si trovava in discoteca e stava per avvenire lo scambio di droga. Ora, con il senno di poi, Curtis riesce a evitare lo scambio e a cambiare il futuro non solo suo, ma anche di Kelly, Alisha, Simon e Nathan. Ma qualcosa va storto e, in uno scontro, Sam rimane uccisa. Curtis, disperato, riesce nuovamente a tornare indietro nel tempo e a evitare tutto, tranne però il furto dell'auto di Tony e gli incidenti dei suoi amici che li condurranno ai servizi sociali. Le cose ora sembrano perfette e l'indomani Curtis si sveglia per andare agli allenamenti ma prima decide di passare dal centro sociale per incontrare i suoi amici. Arrivato qui però, si trova di fronte una cruda realtà: tutti, eccetto Nathan, sono stati uccisi dall'assistente sociale in un raptus di follia in quanto lui, mancando nel gruppo, non è stato in grado di avvertirli. Curtis, ulteriormente ferito, si trova nuovamente al momento dello scambio di cocaina e, questa volta, si limita a discolpare la sua fidanzata prendendo tutta la droga. Ora, le cose sono tornate nella norma e, l'indomani, Curtis si reca al centro sociale dove ad aspettarlo c'è Alisha. I due continuano la loro relazione ma, uscendo per adempiere ai loro compiti, Curtis trova ad aspettarlo Sam: avendola discolpata la ragazza non lo ha mai lasciato e quindi ancora stanno insieme a sua insaputa. Intanto Sally, l'assistente sociale, non potendo credere che Tony l'abbia lasciata, fruga negli armadietti dei ragazzi alla ricerca di qualche indizio che li incolpi e, come sospettato, trova la carta di credito a lui intestata tra le cose di Simon.

## Gioco mortale
- Titolo originale: Episode Five
- Diretto da: Tom Harper
- Scritto da: Howard Overman

### Trama
Nonostante il ritrovamento della carta di credito di Tony tra i panni di Simon Sally non ha abbastanza prove per inchiodare i ragazzi e decide così di avvicinarsi il più possibile a quello che sembra essere il punto debole del gruppo: Simon. La donna inizia dandogli un passaggio, per poi andarci a bere una birra fino ad arrivare a farsi accompagnare a casa e dargli anche un bacio. Simon così si innamora di lei e racconta del suo nuovo incontro anche alla sua nuova amica virtuale, ignorando il fatto che dietro si nasconda sempre Sally.
Intanto al centro sociale Nathan viene stranamente attirato da un bambino che lo spinge ad atti di affetto per lui veramente insoliti: solo grazie a Kelly e al suo potere i ragazzi capiscono che il piccolo ha un potere che spingono Nathan a quei comportamenti e, insieme, riescono a staccarlo da lui.
Curtis invece cerca in tutti i modi di lasciare Sam ma, non appena la ragazza comincia a piangere, il tempo torna indietro impedendogli di portare a termine il suo intento. Stranamente però, grazie a uno strambo consiglio di Nathan, Curtis riesce finalmente a lasciarla e a confessare tutto ad Alisha che, dopo un momentaneo sentimento di gelosia, lo capisce e rimane insieme al ragazzo.
Un'altra giornata è finita e Kelly invita Nathan da lei a cena trovando in lui un amico; Curtis dopo avere fatto le sue congratulazioni a Simon per la sua conquista se ne va con Alisha, e Simon rimane nel centro sociale solo con Sally. I due cominciano a parlare e a baciarsi quando Sally, con una scusa, allontana Simon prendendogli così il telefono cellulare per guardare tutti i suoi video. Mentre Simon aspetta il ritorno della donna si accorge però che il telefono è sparito dalla giacca e si reca in bagno dove l'assistente sociale ha scoperto il loro segreto. Simon, ferito da Sally che l'ha solo usato, usa il suo potere per spaventarla e, nonostante le parole dell'assistente che lo rassicurano che se confessa non gli succederà niente, Simon non tradisce i suoi amici. I due cominciano così a litigare e, durante lo scontro fisico, Simon spinge la donna contro la vetrata, uccidendola.

## Nuovo ordine
- Titolo originale: Episode Six
- Diretto da: Tom Harper
- Scritto da: Howard Overman

### Trama
Come tutte le mattine Alisha, Curtis, Nathan, Simon e Kelly si ritrovano al centro sociale per i loro servizi ma, arrivati, si trovano di fronte uno spettacolo strano: sul prato di fronte l'edificio un gruppo di ragazzi si è riunito in una sorta di comunità. Tra i ragazzi che ne prendono parte vengono riconosciuti quelli che un tempo erano bulli, drogati e ragazze facili, cosa che risulta molto strana a tutti e cinque. La giornata passa quando Alisha incontra una ragazza della comunità in bagno che, con le sole parole, la convince a "non comportarsi più come una sgualdrina". L'indomani Alisha si presenta al centro vestita come i membri della comunità e ha i loro stessi atteggiamenti, cosa che sconvolge i suoi amici. Nel mentre i ragazzi hanno a che fare anche con la polizia che è sulle tracce di Sally, ormai sparita da qualche giorno. La sera, mentre Kelly e Nathan stanno mangiando una pizza, vedono che i ragazzi della comunità hanno preso anche Curtis con la forza e l'indomani, comunicata la cosa a Simon, arrivano a una conclusione: la causa di tutto è la ragazza incontrata da Alisha, che, per mezzo delle sue parole, riesce a controllare le menti altrui. Così i tre escogitano un piano per salvare i loro amici che però non va a lieto fine: Kelly viene presa mentre Simon, ricordandosi come Nathan lo ha sempre trattato, fugge lasciando l'amico indietro che, ormai spacciato, viene salvato da un misterioso ragazzo in bicicletta. La sera Nathan va a casa da Kelly per sincerarsi delle sue condizioni, ma trova la ragazza ormai "convertita" e, nonostante le confessi i suoi sentimenti, non riesce a farla tornare come prima. L'indomani Nathan decide di fingersi uno di loro per entrare e salvare i suoi amici. Mentre è all'interno dell'edificio, mischiato agli altri ragazzi, riesce a isolare la ragazza a capo di tutto e minacciandola con una pistola riesce a portarla sul tetto dove, tenendola sempre sotto tiro, fa un discorso agli altri per cercare di farli rinsavire. Quando però la ragazza si rende conto che la pistola di Nathan è finta comincia a litigarci e, tra una spinta e un'altra, cade portando con sé Nathan che, nonostante Simon cerchi di salvarlo, cade rimanendo infilzato nella ringhiera. Tutti ora sono tornati normali, ma Nathan è morto; i quattro vanno al suo funerale e, disperati, si ritrovano a bere in onore dell'amico. Mentre Kelly se ne va a casa Simon, mortificato per la morte dell'amico, le dà un CD, contenente tutti i video fatti da Simon a loro e a Nathan, grazie al quale Kelly, tra le lacrime, ritrova il sorriso. Contemporaneamente, al cimitero, Nathan comincia a respirare di nuovo: il ragazzo felice scopre così di essere immortale ma, allo stesso tempo, si rende conto di essere bloccato nella sua bara, a tre metri sotto terra.